# Bundesautobahn 263
Pour les articles homonymes, voir A263.
La Bundesautobahn 263 était le nom du projet de Bundesautobahn dans les Länder de Basse-Saxe et de Schleswig-Holstein.

## Histoire
L'A 263 devait s'étendre de l'échangeur de Schwarzenbek/Grande avec la Bundesautobahn 24 au sud de Bad Oldesloe à l'est jusqu'à la ville de Geesthacht (avec une connexion à la Bundesautobahn 25) avec un passage de l'Elbe jusqu'à la Bundesautobahn 250 au nord d'Egestorf. Aujourd'hui, cet itinéraire est largement suivi par la Bundesstraße 404. Le Plan fédéral des infrastructures de transport de 2003 prévoit une extension de l'itinéraire et une modernisation de la partie sud de la Bundesautobahn 21 en cas de demande accrue présentant un risque écologique élevé.